# Louisa Kannengiesser-Piepenhagen
Louisa Kannengiesser-Piepenhagen též Aloisie Kannengießer (11. května 1825 Praha-Staré Město  – 4. listopadu 1893 Praha), byla česká resp. českoněmecká malířka krajin a žánrových obrazů.

## Život
Louisa Piepenhagenová se narodila na Starém Městě pražském jako nejmladší ze čtyř dětí malíře Augusta Piepenhagena. Provdala se za Hermanna Kannengiessera do pruského města Prenzlau. V letech 1866-1869 policejnímu ředitelství v Praze ohlásila, že se provdala a žije v pruském Prenzlau nebo Breslau (ve Vratislavi). Po svém ovdovění se roku 1876 vrátila zpět do Čech, ale již 11. května 1876 dostala povolení k vycestování na dva roky. O profesi jejího manžela není nic známo, Georg Kannengiesser (1814-1900) byl pruský malíř a pedagog. Používala obě příjmení Kannengiesser-Piepenhagen (resp. Kannengiesser, née - rozená Piepenhagen).
Od roku 1876 žila střídavě v Praze na Starém Městě na nároží dnešního Smetanova nábřeží a ulice Karolíny Světlé v dvojdomě čp. 325/I-326/I, na Lochotíně u Plzně, předtím ve Vídni. Stejně jako její sestru Charlotta ji v krajinomalbě pravděpodobně vyškolil její otec August Piepenhagen. V letech 1851-1854 procestovala s otcem a sestrou Charlottou Německo, Francii, Belgii a Švýcarsko. Od roku 1866 vystavovala Louisa pravidelně na výstavách Krasoumné jednoty (tehdy německy zvané Kunstverein für Böhmen) v Praze. V roce 1866 podnikla další z cest po Německu. Kolem roku 1869 pobývala na Lochotíně u Plzně. V letech 1871-1875 obesílala pražské a vídeňské výstavy z Vídně, kde v té době žila. V roce 1876 pravidelně obesílala výstavy ve Vídni. V roce 1884 navštívila společně se sestrou Charlottou Itálii.
Roku 1893 zemřela bezdětná v Praze. Pohřbena byla do rodinné hrobky Piepenhagenů na evangelickém hřbitově v Karlíně, přenesené později na Olšanské hřbitovy.

## Tvorba
Věnovala se především krajinomalbě, olejem či kvašem malovala idealizované kompozice v romantickém stylu s umělým ateliérovým osvětlením, ale také žánrové figurální scény. V kresbách z rodinného života dospěla k realismu.

## Galerie

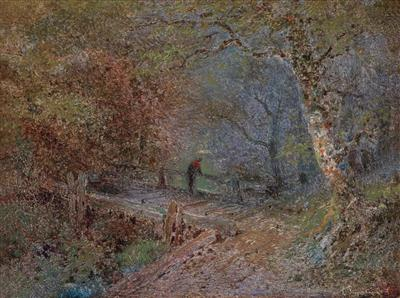
Louise Piepenhagen - Krajina s mostem
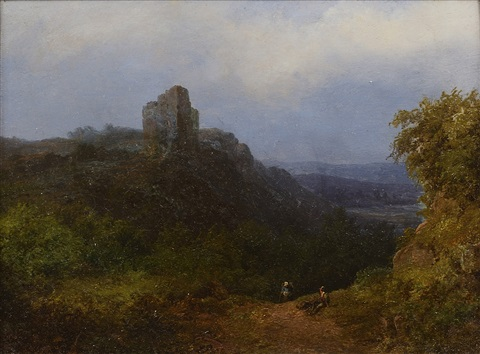
Louise Piepenhagen - Pohled na hrad s zalesněného údolí
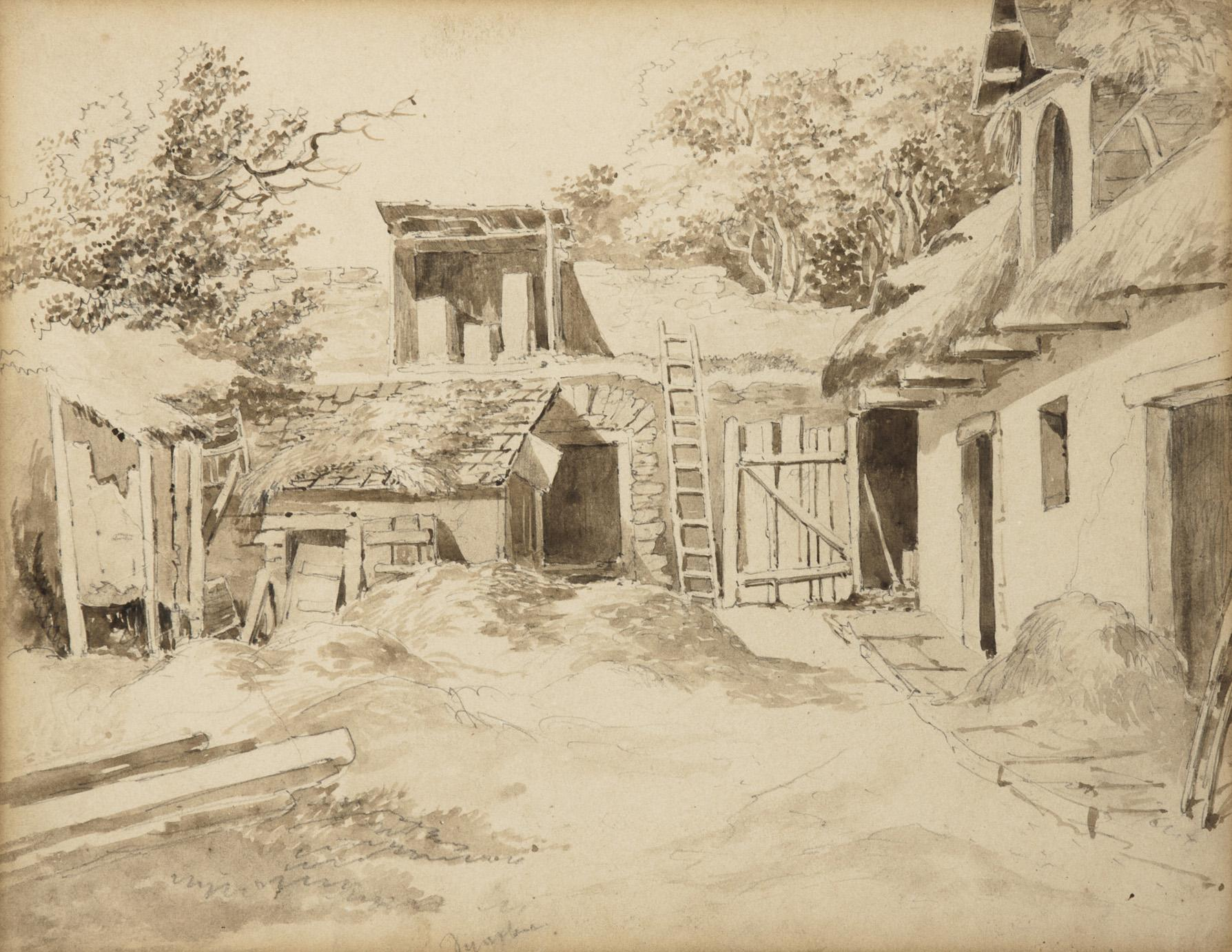
Louise Piepenhagen – Studie hospodářského dvora
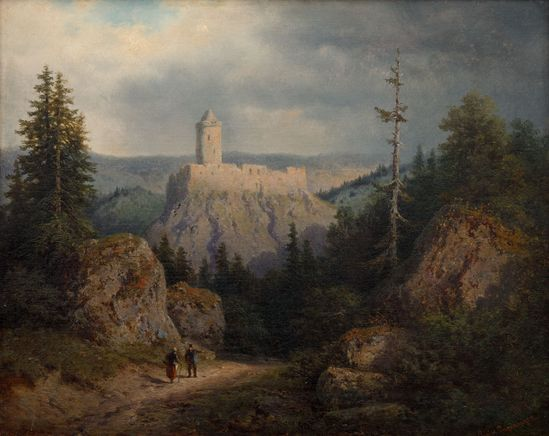
Louise Piepenhagen - Pohled na Kokořín (olej na plátně) 1869
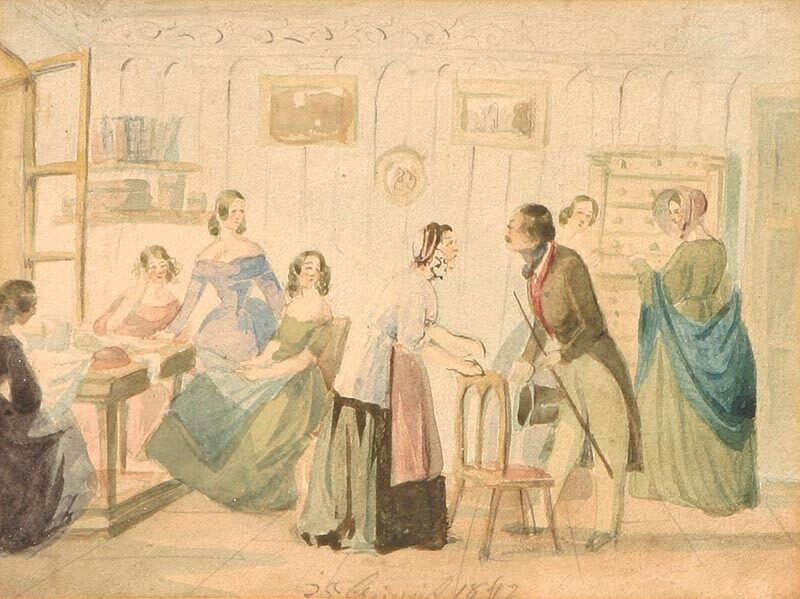
Louise Piepenhagen - Návštěva Mánesových u Piepenhagenových (akvarel na kartonu) 1862
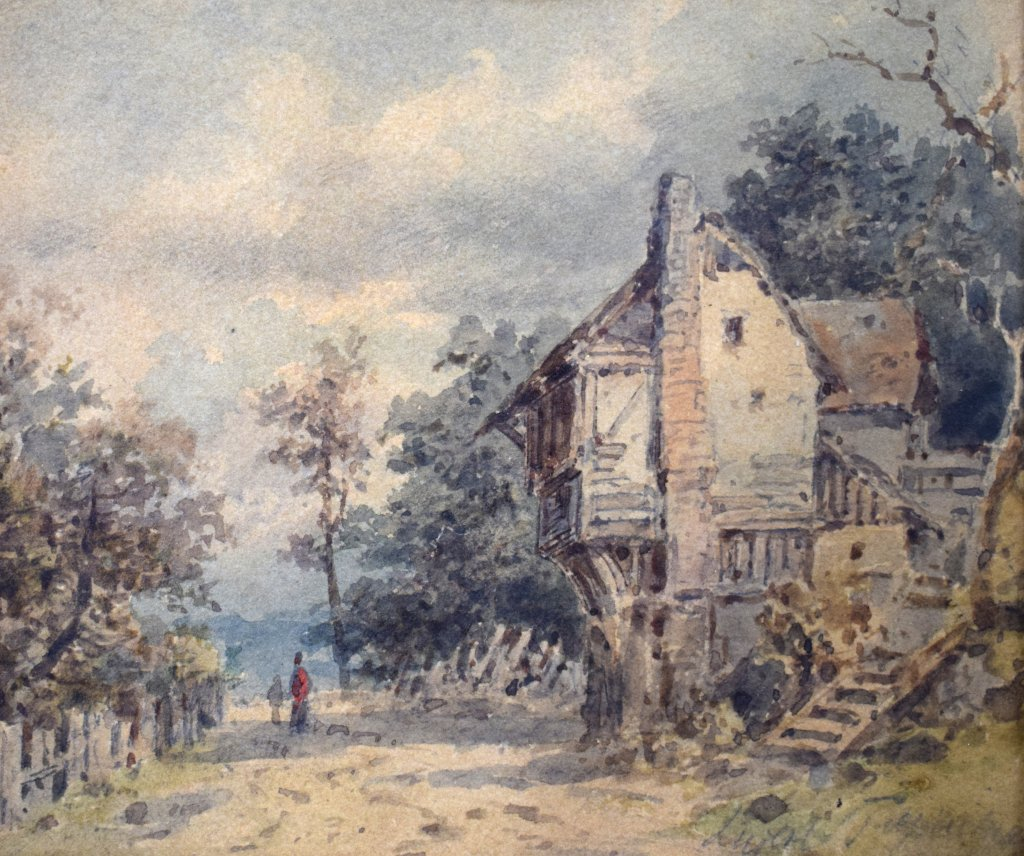
Louise Piepenhagen - Hrázděná chalupa (akvarel na ručním papír)
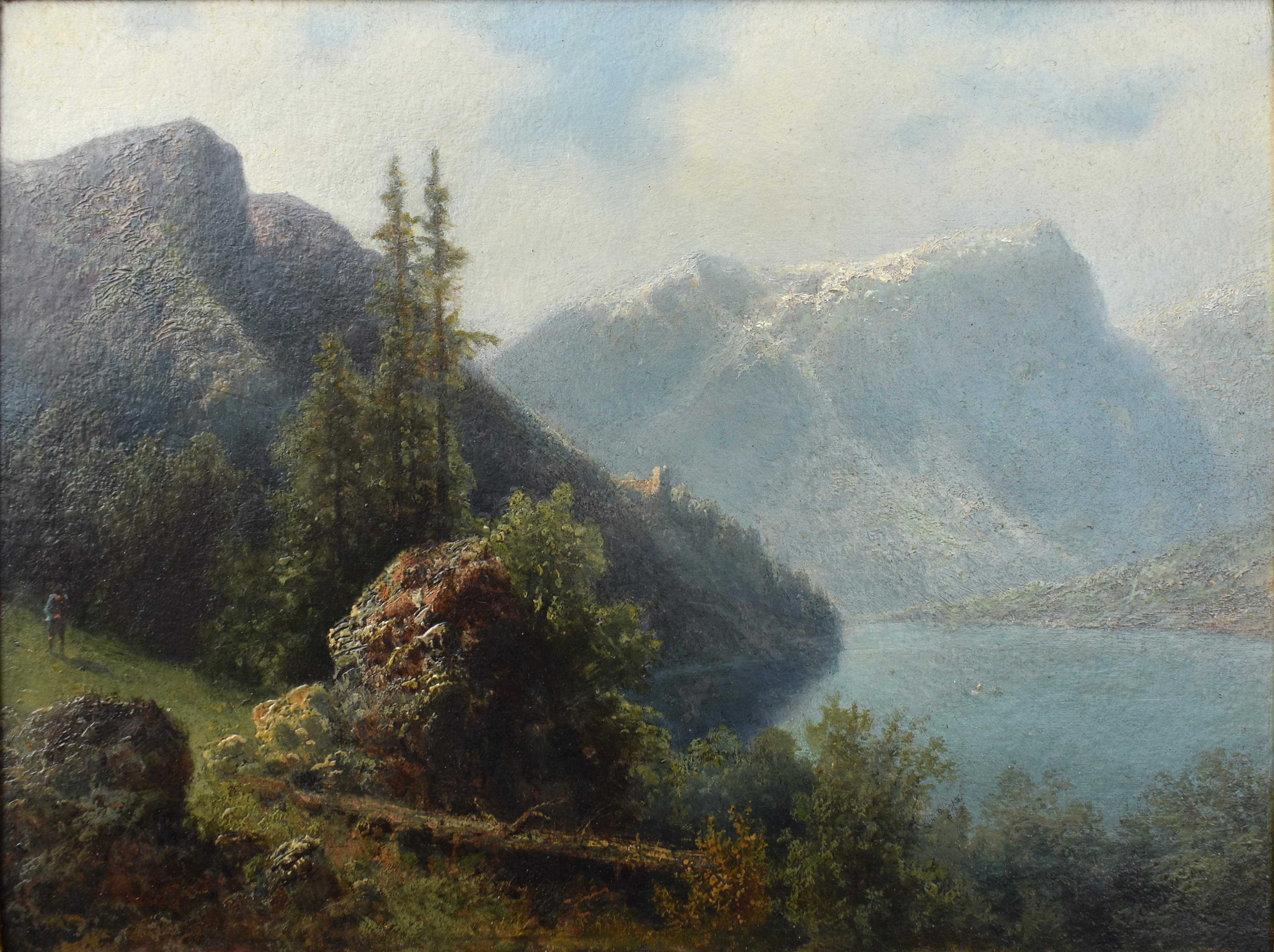
Luisa Piepenhagen -  Vierwaldstatter

## Zajímavost
- Náhrobní sochu anděla smrti či truchlící múzy z rodinné hrobky Piepenhagenů vytesal Tomáš Seidan a použila ji roku 2019 Správa pražských hřbitovů na své novoročence.